# الملكوها ذو الوجه الأزرق
المَلكُوها ذو الوجه الأزرق (Phaenicophaeus viridirostris) أو المَلكُوها صغير المنقار الأخضر، هو نوع من الوقواق غير الطفيلي يوجد في غابات الشجيرات والغابات المتساقطة الأوراق في شبه جزيرة الهند وسريلانكا. يتميز بريش شمعي داكن أزرق رمادي على الأجزاء العلوية وله ذيل طويل مع ريش متدرج أبيض الأطراف. الحلق والذقن داكنان مع ريش شاحب شائك ومتفرع. الجزء السفلي من البطن لونه كريمي باهت إلى محمر. المنقار أخضر بلون التفاح، وتحيط بالعين بقعة عارية من الجلد الأزرق. الجنسين متماثلان. المَلكُوها ذو الوجه الأزرق هو طائر من الغابات المفتوحة وأدغال الشجيرات.

## الوصف

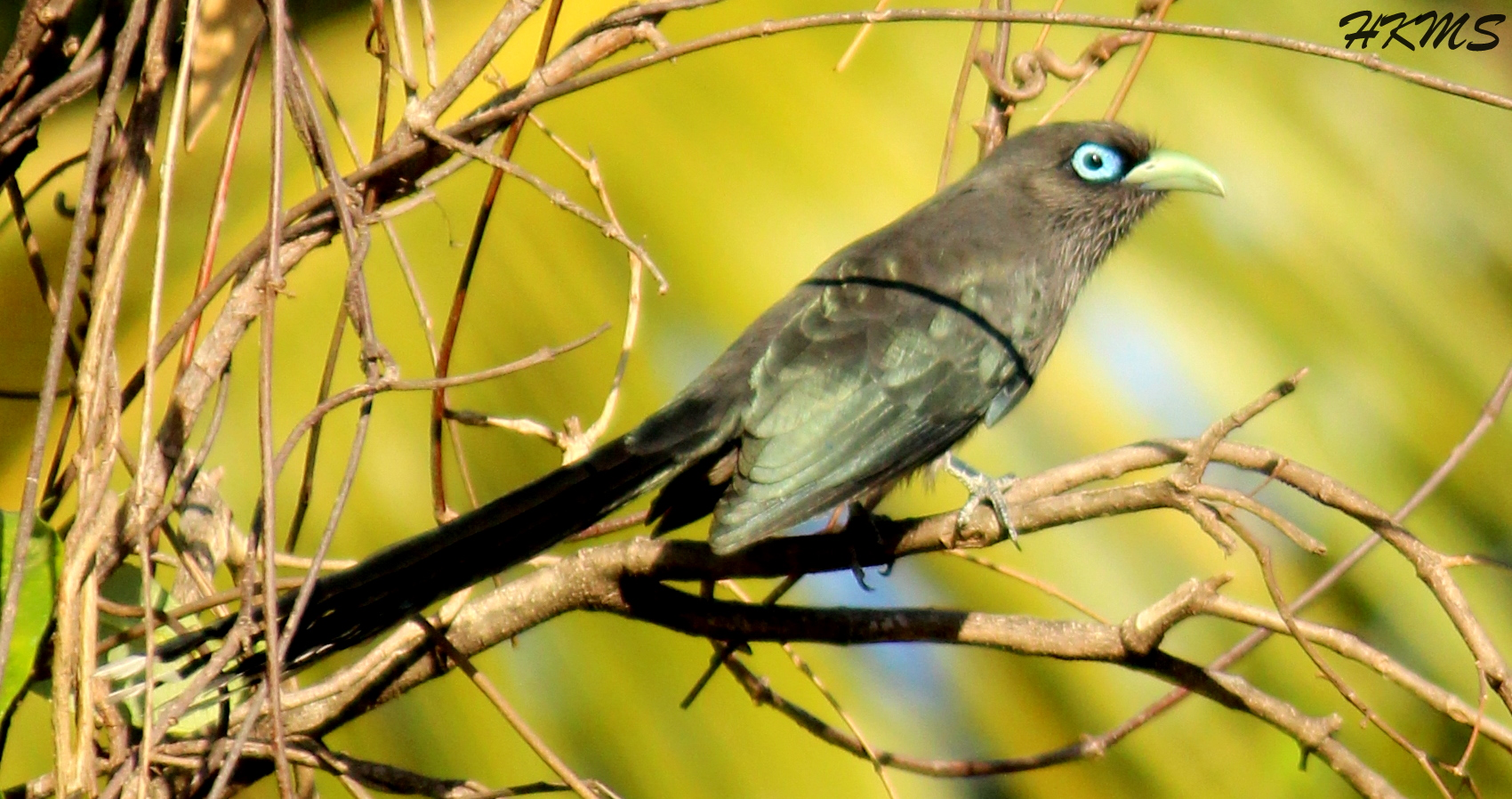
مثل جميع أنواع الوقواق، تمتلك المَلكُوها أقدامًا زيغوداكتيلية، بإصبعين يتجهان للأمام وإصبعين للخلف.

يبلغ طول هذا النوع الكبير نسبيًا 39 سم، ويتميز بظهر ورأس داكنين باللون الرمادي مع لمعان زيتي أخضر أو أزرق، وذيل داكن يحتوي على ريش متدرج أبيض الأطراف. البطن لونه شاحب من الكهرمان إلى الرمادي. الريش في الذقن والحلق متفرع (على عكس Phaenicophaeus tristis) مع نهايات متفرعة مدببة ويميل لونها إلى الأصفر قليلاً مما يعطي الحلق مظهراً مخططاً وشائكاً. يوجد حول العين بقعة زرقاء كبيرة، مع قزحية حمراء محاطة بحافة بيضاء، والمنقار لونه أخضر بلون التفاح. لا يمكن تمييز الجنسين من حيث المظهر الخارجي. الطيور من سريلانكا لها طرف أبيض أعرض في ريش الذيل. المَلكُوها عموماً طيور صامتة جداً ولكنها أحياناً تصدر صوتاً خافتاً مشابهاً لصوت "كرا" عندما تُفزع. الطيور اليافعة لها أجزاء علوية باهتة وغير لامعة وبعض الريش البني في جناحيها.

تبني أعشاشها داخل شجيرة شائكة، حيث تبني منصة سميكة من الأغصان مبطنة بأوراق خضراء وتضع مجموعة من بيضتين، نادراً ما تكون ثلاث بيضات، بيضاء طباشيرية البيض. موسم التكاثر ممتد وغير واضح تماماً ولكن العديد من الأعشاش تم العثور عليها من مارس إلى أغسطس. وُجد أن اثنين من بين 31 عينة محصورة في دراسة كانت تحمل قرادًا من نوع Haemaphysalis spinigera.

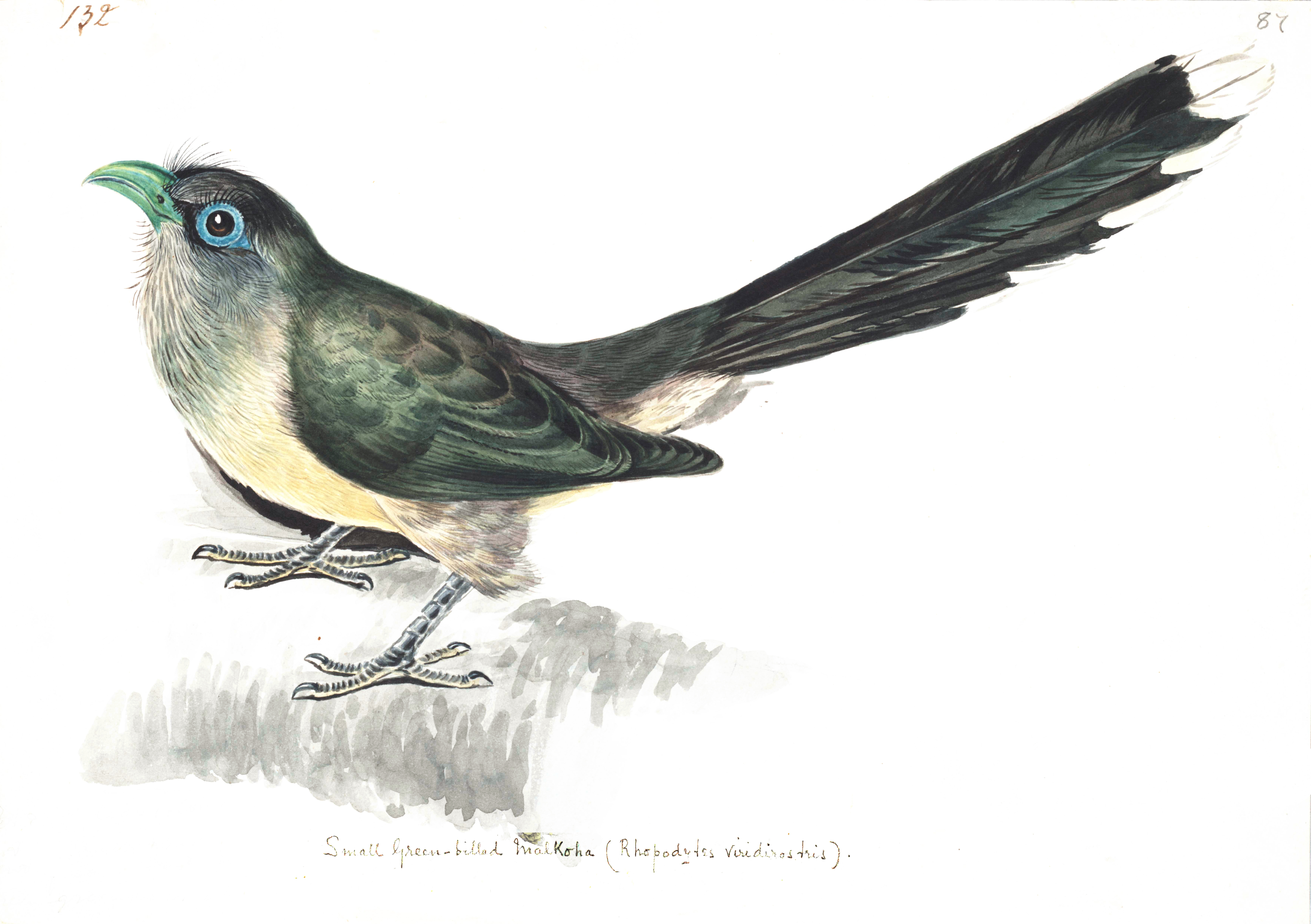
لوحة للمَلكُوها ذو الوجه الأزرق رسمتها السيدة إليزابيث جويلم (1763–1807)، قبل أن يُعطى الطائر اسمه العلمي

يأخذ المَلكُوها ذو الوجه الأزرق مجموعة متنوعة من الحشرات واليرقات والفقاريات الصغيرة. عادةً ما يبحث عن الطعام في النباتات السفلى.

## التصنيف

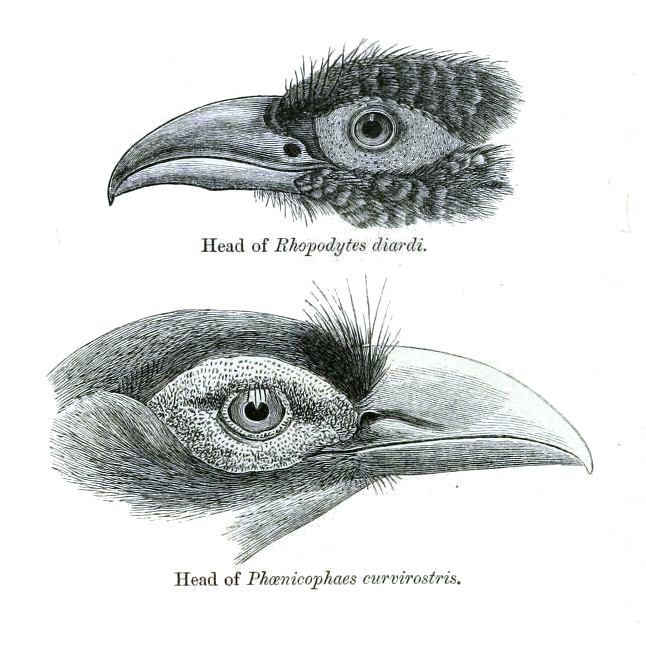
أشكال الفتحات الأنفية المستخدمة لفصل Rhopodytes و Phaenicophaeus

وصف هذا النوع في عام 1840 من قبل T.C. Jerdon بناءً على عينة جمعها في قاعدة غاتس Coonoor. وضعه في جنس Zanclostomus ولكنه رأى أنه يشترك في صفات مع Phaenicophaeus. في السنة السابقة، وصف T.C. Eyton نوعًا من مالايا أطلق عليه اسم Phaenicophaeus viridirostris ولكن هذا الوصف كان يشير إلى أنثى من Phaenicophaeus chlorophaeus المعروف بالفعل.  يتم تضمين هذا النوع ضمن جنس Phaenicophaeus على الرغم من أنه كان يُوضَع سابقًا في Rhopodytes حيث تم فصل الجنسين بناءً على شكل الفتحة الأنفية، حيث تكون دائرية في Rhopodytes ومنقسمة في Phaenicophaeus.  ومع ذلك، تم دمج Rhopodytes لاحقًا تحت الاسم الجنسي الأقدم Phaenicophaeus. وأظهرت دراسة عن تشكل القوسين الأبهريين في الطيور أن لهذا النوع تعديلًا غريبًا حيث تقلص الشرايين الرئيسيتين إلى أربطة متصلة "ligamenti ottleyi" تدخل القناة الهيبابوفيزية. يتم تصنيف الجنس ضمن فصيلة Phaenicophaeinae.

## التوزيع
توجد طيور "المالكوها زرقاء الوجه" في شبه جزيرة الهند جنوب بارودا (منطقة سورات دانجز) وكوتاك في مجموعة متنوعة من المواطن الطبيعية تشمل الغابات شبه دائمة الخضرة، والغابات النفضية الجافة، والغابات الشجرية المفتوحة. أما في سريلانكا فهي مقيدة بالسهول. تم تسجيل هذه الطيور في منطقة تريشي بولاية تاميل نادو، الهند.